# KLF17
KLF17‏ (Kruppel like factor 17) هوَ بروتين يُشَفر بواسطة جين KLF17 في الإنسان.